# فال‌آوت ۴
فال‌آوت ۴ (به انگلیسی: Fallout 4) یک بازی ویدئویی در سبک نقش‌آفرینی اکشن و جهان باز است که توسط بتزدا گیم استودیوز توسعه یافته و به‌وسیلهٔ بتزدا سافت‌ورکز منتشر شد. این چهارمین قسمت اصلی از مجموعه بازی‌های فال‌آوت به‌شمار می‌رود که در تاریخ ۱۰ نوامبر ۲۰۱۵ برای مایکروسافت ویندوز، ایکس‌باکس وان و پلی‌استیشن ۴ عرضه شده‌است.
داستان بازی در شهر بوستون واقع در در ایالت ماساچوست و حوالی آن رخ می‌دهد. برای اولین بار در تاریخ سری فال اوت، بازی قبل از بمباران اتمی آغاز خواهد شد. به یکباره صدای آژیر خطر نواخته می‌شود و آن‌ها به پناهگاه «Vault» یا به اصطلاح پناهگاه شماره ۱۱۱ که به نظر می‌رسد در همان نزدیکی است، می‌روند. در همین هنگام است که ریزش اتمی صورت می‌گیرد. داستان از اینجا کات می‌خورد و به ۲۰۰ سال بعد منتقل می‌شود. دیگر با آن شهر منظم و آباد روبرو نیستیم. تا جایی که چشم کار می‌کند ویرانی و خرابیِ ناشی از بمباران است. داستان اصلی بازی از اینجا آغاز می‌شود. حال دست بازیکن آزاد است تا هرجا که می‌خواهد برود و هرکاری که دوست دارد انجام دهد. دنیایی بیکران و پویا پیش روی اوست.

## بازتاب‌ها
| گردآورنده | امتیاز                              |
| --------- | ----------------------------------- |
| متاکریتیک | PC: 84/100 PS4: 87/100 XONE: 88/100 |

| ناشر                     | امتیاز            |
| ------------------------ | ----------------- |
| دستراکتید                | ۷٫۵/۱۰            |
| الکترونیک گیمینگ مانثلی  | ۹/۱۰              |
| گیم اینفورمر             | ۹/۱۰              |
| گیم رولیشن               | [ ۹ ]             |
| گیم‌اسپات                 | ۹/۱۰              |
| گیمز ریدار+              | [ ۱۱ ]            |
| گیم‌تریلرز                | ۹/۱۰              |
| جاینت بامب               | (PC) · (Consoles) |
| آی‌جی‌ان                   | ۹٫۵/۱۰            |
| پی‌سی گیمر (ایالات متحده) | ۸۸/۱۰۰            |
| پولیگان                  | ۹٫۵/۱۰            |
| VideoGamer.com           | ۹/۱۰              |